# Храм Иова Почаевского
Храм Иова Почаевского — пещерная церковь на территории Почаевской Лавры. Церковь построена в природном гроте на южном склоне Почаевской горы.

## История
Храм Иова Почаевского был построен в 1774 году и освящён в честь великомученицы Варвары. Однако в 1864 году эта церковь была заново освящена архиепископом Антонием во имя преподобного Иова, игумена Почаевской Лавры. Стены храма были расписаны лаврскими художниками иеродиаконами Паисием и Анатолием.

## Интерьер
В притворе храма находится галерея, на которой изображены иконы наиболее известных святых Русской земли начиная с X в. заканчивая XX в. Стены самого храма украшены изображениями последних дней земной жизни Иисуса Христа. В церкви находится рака с мощами преподобного Иова Почаевского, которая была подарена монастырю в 1842 году Анной Орловой-Чесменской. Сама рака изготовлена из серебра мастером Федором Андреевичем Верховцевым. Там же находится рака с мощами Амфилохия Почаевского.
Внутри храма находится небольшая пещера, в которой по преданию молился святой Иов, из-за чего этот храм имеет и другое название «Пещерный».

## Расположение
Храм Иова Почаевского находится практически прямо под Успенским собором Почаевской Лавры.

## Галерея

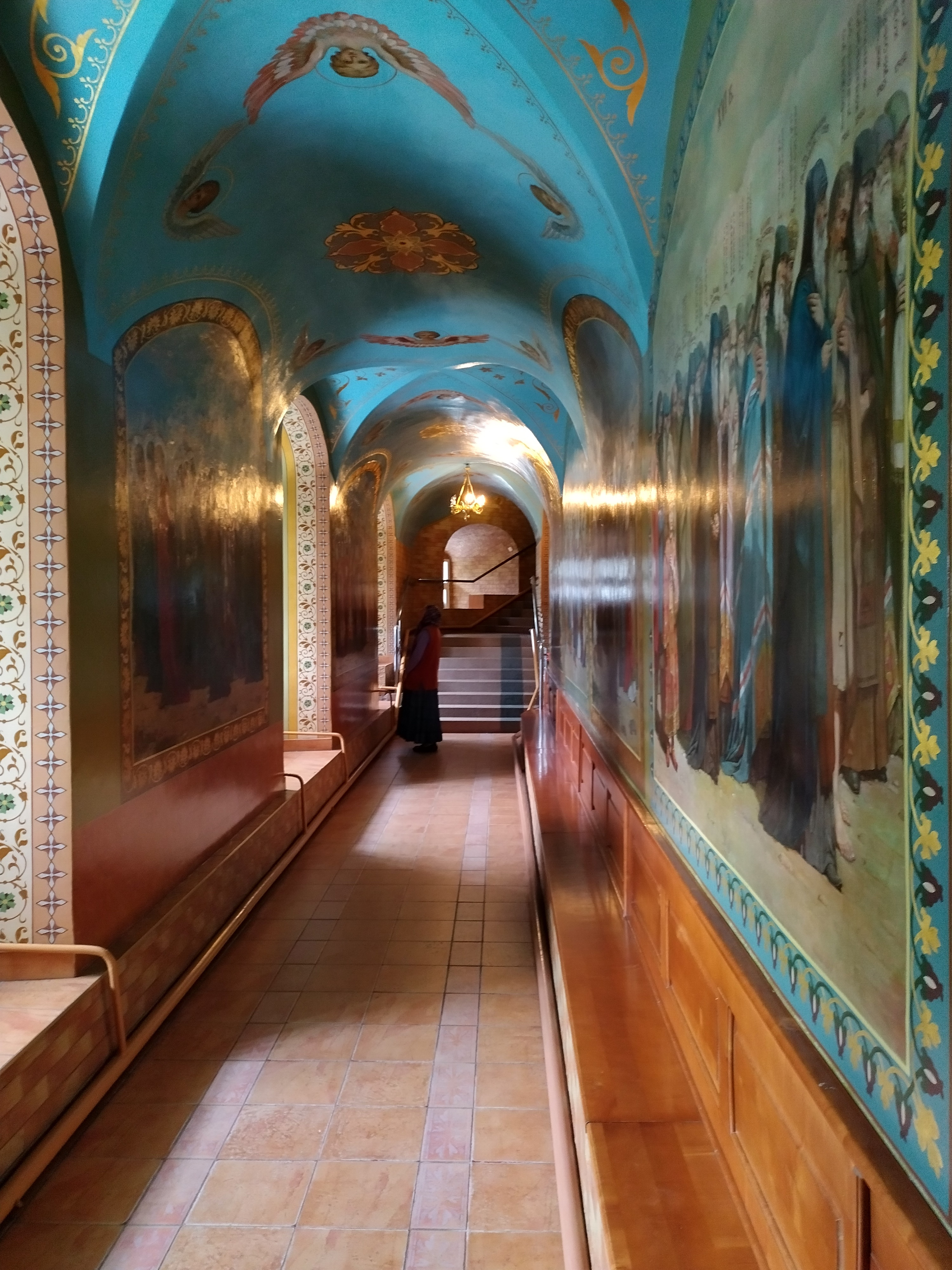
Притвор храма
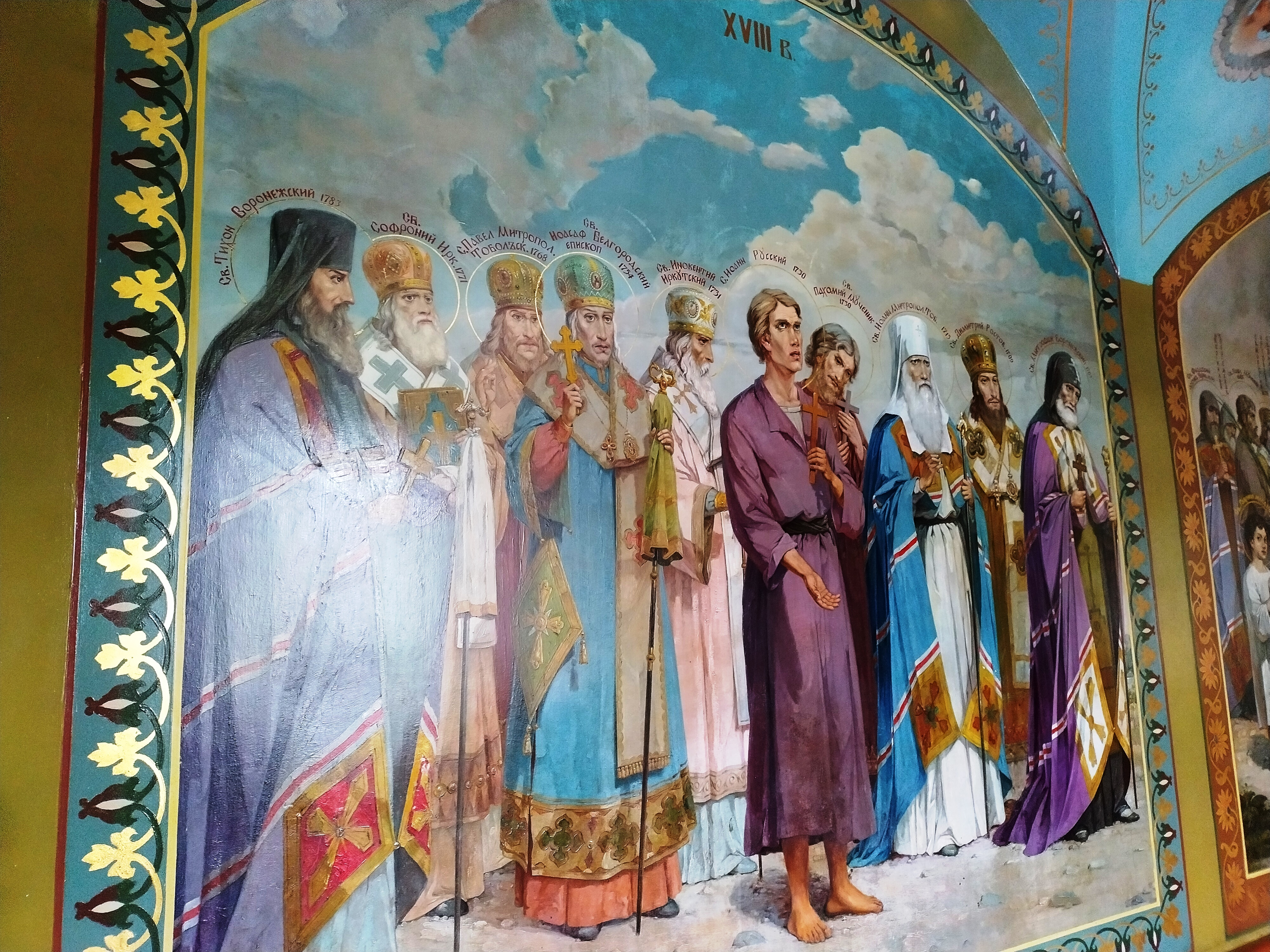
Галерея Святых XVIII в.
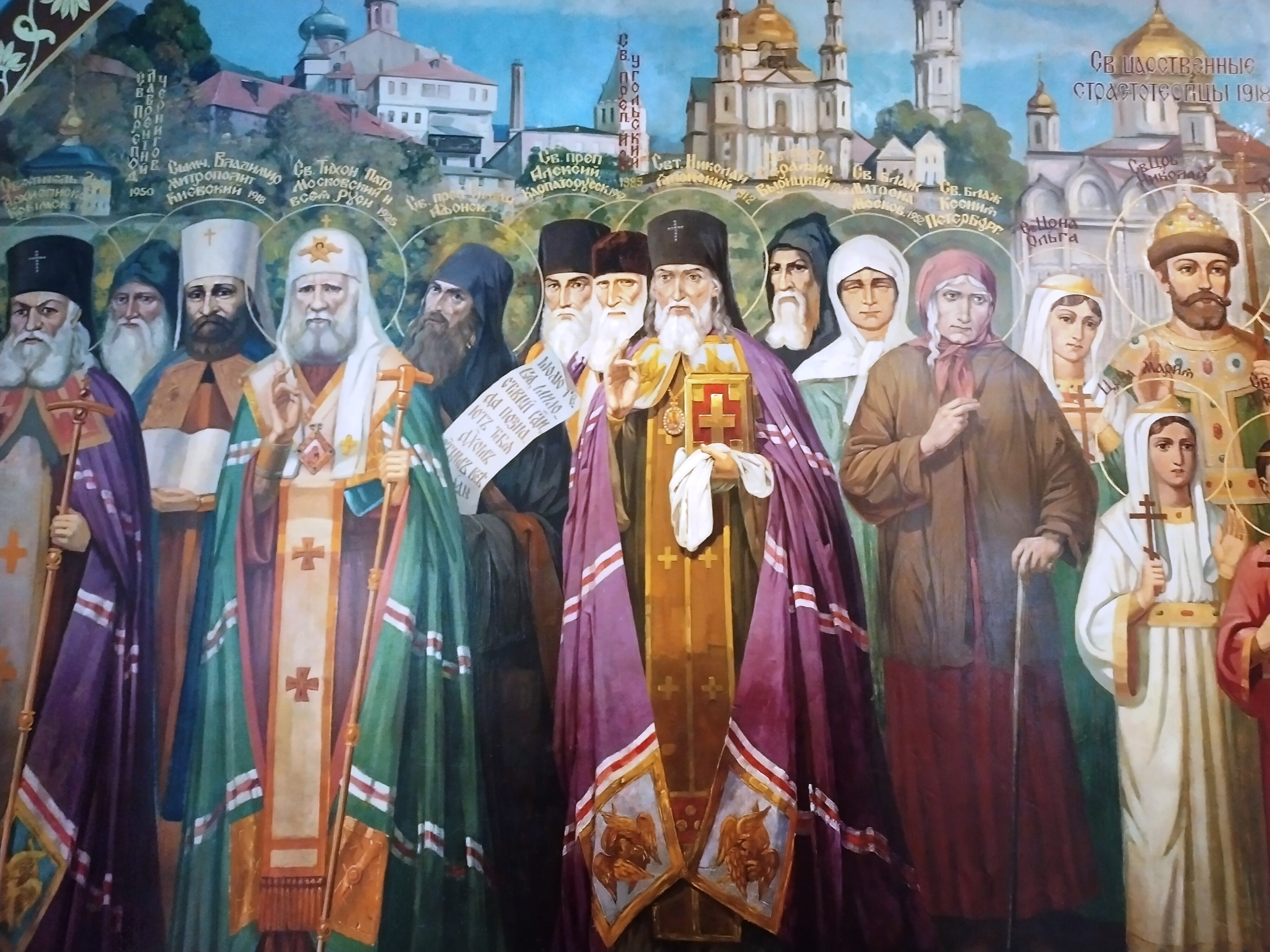
Галерея Святых XX в.